# U-Bahnhof Bergwerk Consolidation
Der U-Bahnhof Bergwerk Consolidation ist eine Tunnelhaltestelle der Stadtbahn im Gelsenkirchener Stadtteil Bismarck, die von der Linie 301 der Bogestra bedient wird. Namensgeber des Bahnhofs ist die ehemalige Zeche Consolidation.

## Ausstattung
Der U-Bahnhof verfügt über einen Mittelbahnsteig. An seinem südlichen Ende schließt sich ein Kehrgleis an.
Der Innenbereich des Bahnhofs wurde in Erinnerung an die namengebende Zeche Consolidation von Alfred Schmidt gestaltet. Dabei ist das Deckengewölbe dem eines Stollens nachempfunden, während die Wände den Verlauf der Flöze darstellen. An einem Bahnsteigende sind zwei Hunte auf Schienen aufgestellt.
Alfred Schmidt hat sich mit der Ausgestaltung des Bahnhofs ein künstlerisches Denkmal geschaffen. Bereits seit den 1970er-Jahren fertigte er Zeichnungen aus der Welt der Bergleute unter Tage. Mit der Gestaltung des U-Bahnhofs wollte er den Bergbau erlebbar machen. Zwar ließen die finanziellen Mittel der Stadt Gelsenkirchen eine Realisierung des Konzepts zunächst nicht zu. Allerdings konnte der Künstler einerseits Sponsoren für die Umsetzung gewinnen, andererseits arbeitete er auch selbst an der Verwirklichung mit.

## Bedienung
Der U-Bahnhof wird von der Linie 301 der Bogestra bedient.
| Linie | Verlauf | Takt (Mo–Fr) |
| ----- | --- | ------------ |
| 301   | Gelsenkirchen-Horst Essener Str. – Schloss Horst – Buerer Str. – Gelsenkirchen-Buer Süd Bf – Beckhausen - Buer Rathaus/Kunstmuseum – Erle – ZOOM Erlebniswelt – U Trinenkamp – U Bergwerk Consolidation – U Bismarckstraße – U Leipziger Straße – U Musiktheater – U Heinrich-König-Platz – U Gelsenkirchen Hbf | 7/8 min      |

Es bestehen Umstiegsmöglichkeiten zur Buslinie 384 der Bogestra.
| Linie | Verlauf | Takt (Mo–Fr) |
| ----- | --- | ------------ |
| 384   | Gelsenkirchen-Heßler, Terneddenstr. – Gelsenkirchen-Schalke – Bergwerk Consolidation – Trinenkamp – Gelsenkirchen-Bismarck – Mondpalast – Wanne-Eickel Hbf (fährt weiter als Linie 342) | 60 min       |

## Galerie

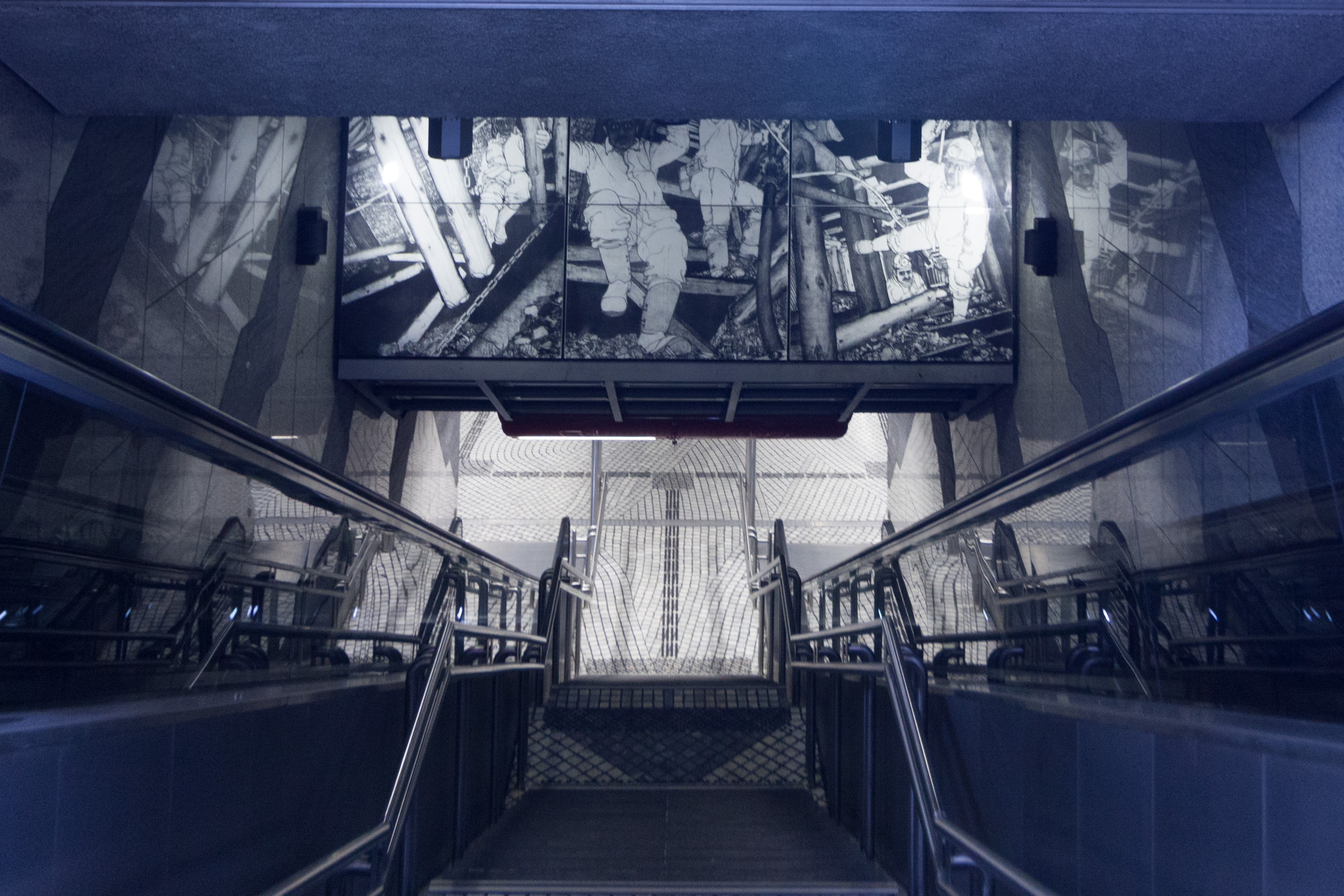
Zugang zum Bahnsteig
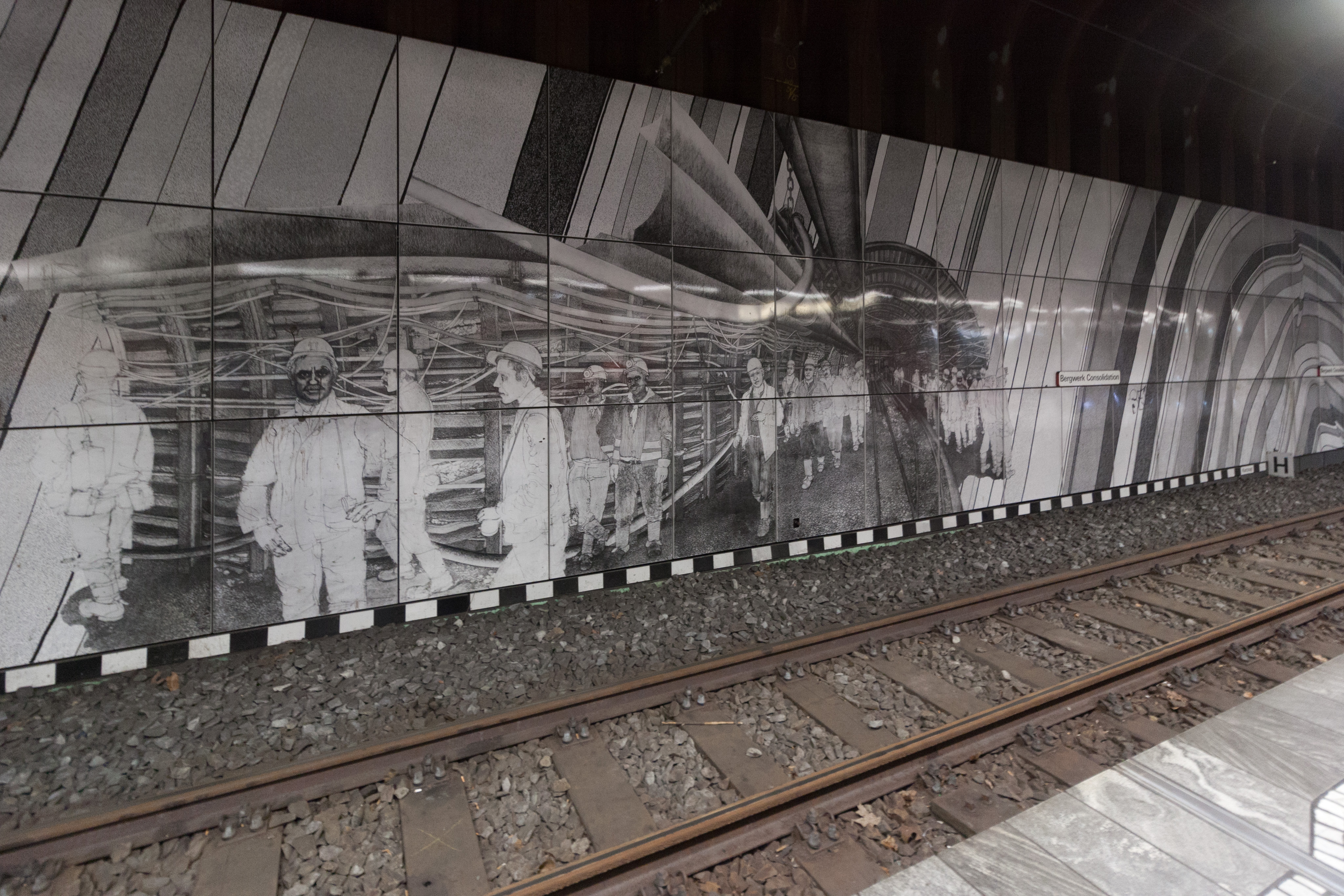
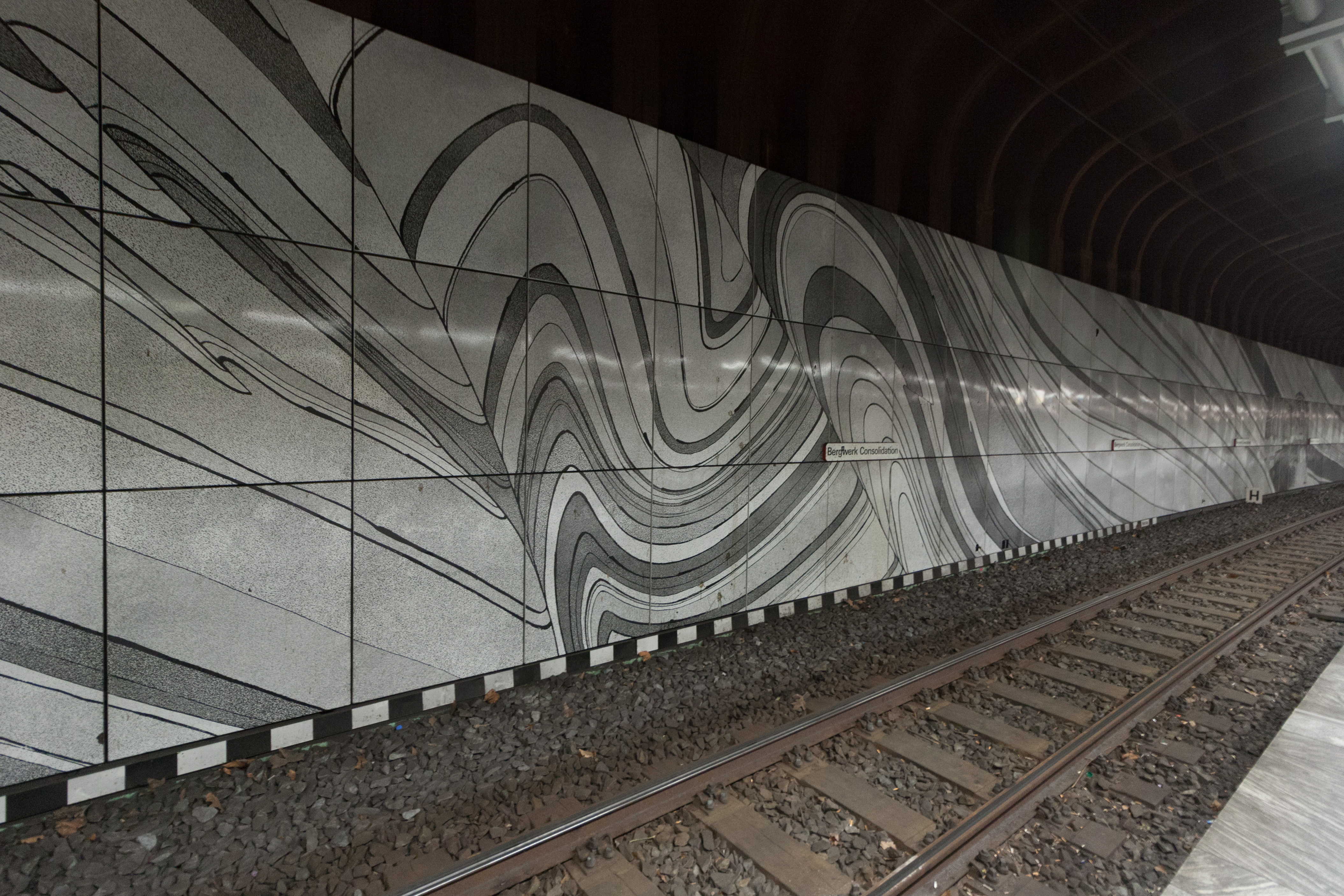
Darstellung von Flözen
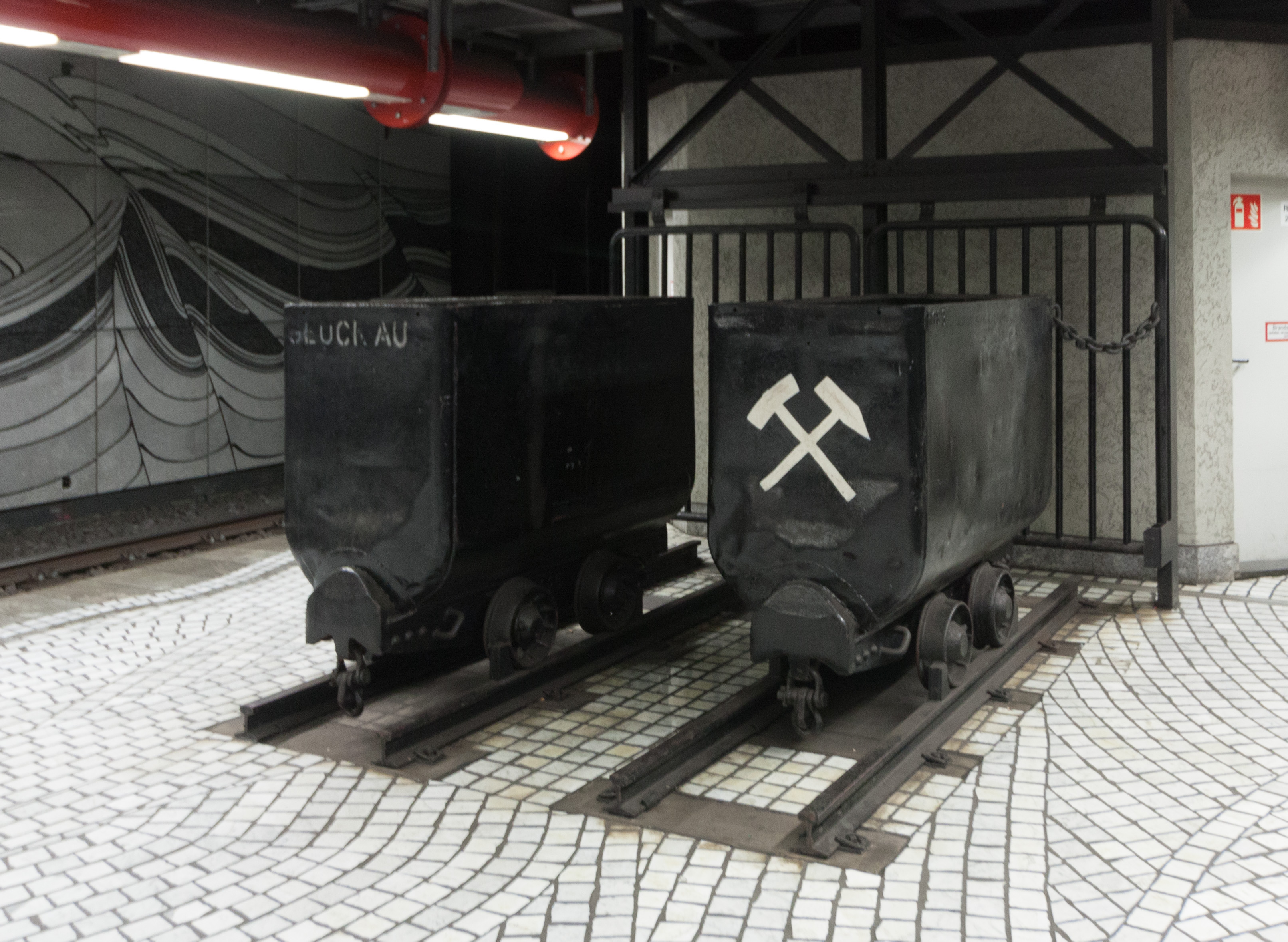
Hunte auf dem Bahnsteig
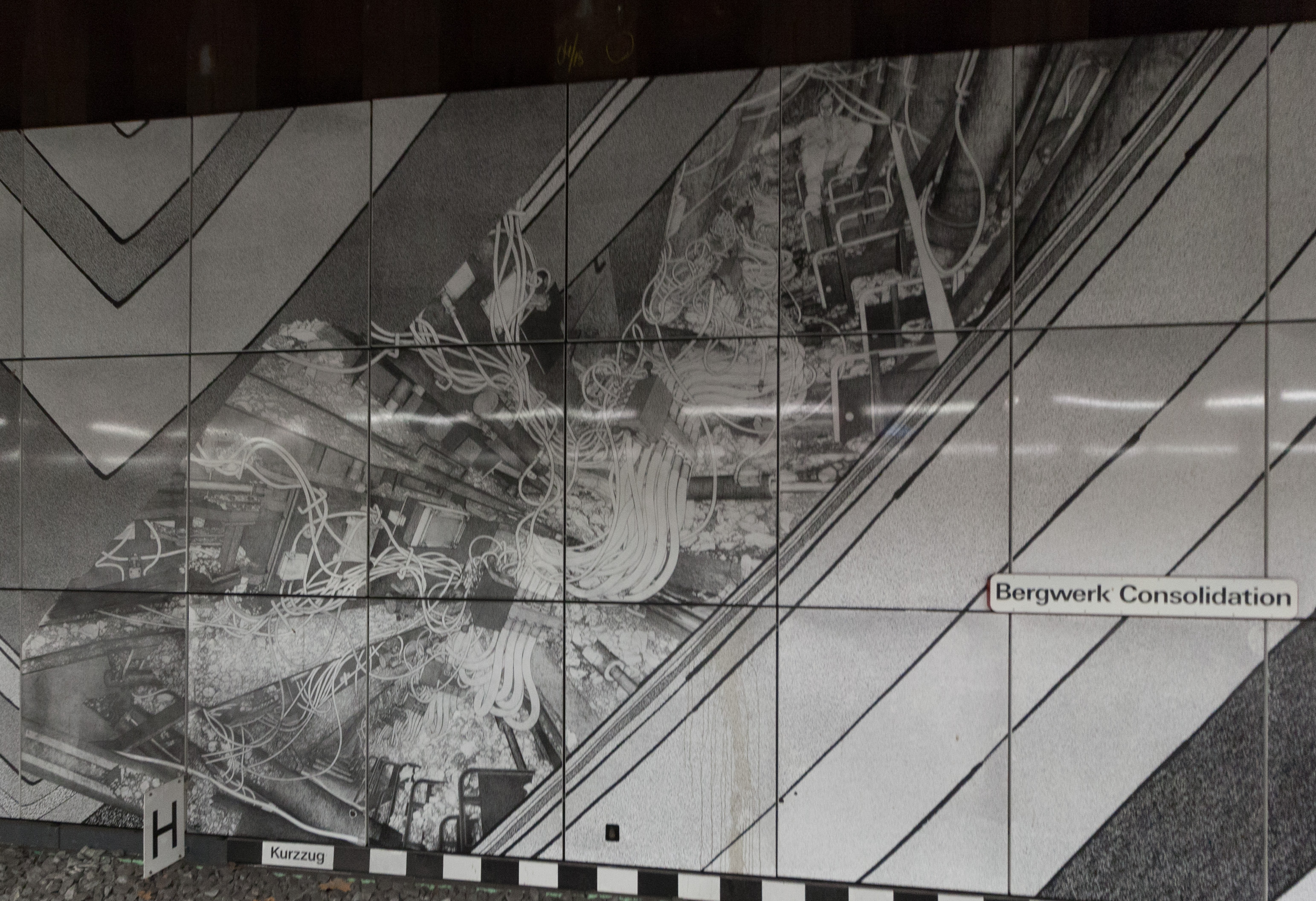